# Distrito electoral local 31 de la Ciudad de México
El XXXI Distrito Electoral Local de Ciudad de México es uno de los 33 distritos electorales locales en los que se encuentra dividido el territorio de Ciudad de México. Su cabecera es la alcaldía Iztapalapa.

## Ubicación
Abarca el sector suroeste de la alcaldía. Limita al norte con el distrito VIII de Tláhuac, al oeste con el distrito XXV de Xochimilco, al norte con el distrito XXVIII y al este con el distrito XXIX, ambos dentro de Iztapalapa.

## Congreso de la Ciudad de México (desde 2018)
| Diputado                        | Grupo parlamentario | Legislatura | Periodo   |
| ------------------------------- | ------------------- | ----------- | --------- |
| María Guadalupe Aguilar Solache |                     | I           | 2018-2021 |
| Valeria Cruz Flores             | II III              | 2021 -      |           |

## Resultados electorales

### 2021
|  | 53.4529 % |

|  | 26.5704 % |

|  | 3.0958 % |

|  | 2.1470 % |

|  | 2.9143 % |

|  | 0.6272 % |

|  | 0.7280 % |

|  | 3.6614 % |

|  | 0.1121 % |

|  | 3.4091 % |

|  | 100.00 % |